# خاطرات محمدعلی فروغی
خاطرات محمدعلی فروغی به همراه یادداشت‌های روزانه از سال‌های ۱۲۹۳ تا ۱۳۲۰ کتابی است از محمدعلی فروغی (ذکاءالملک) که سال‌ها پس از مرگش با ضمایمی منتشر شد. فروغی از بیست و شش سالگی به نوشتن وقایع زندگی‌اش پرداخت و با همۀ مشغله‌ای که در ادوار مختلف عمر خویش داشت این کار را با جدّ و جهد دنبال کرد. او خود در عنفوان جوانی نوشته است که بدین خاطر به یادداشت‌نویسی روی آورده تا مرآت حیاتش باشد. کتاب خاطرات محمدعلی فروغی از سه بخش اصلی تشکیل شده است. بخش اول، که خاطرات اوست، رسالۀ مستقلی است که فروغی احتمالاً در واپسین سال زندگی دربارۀ خاندان، پدر و احوال خود نوشته و خصوصاً اوضاع سیاسی و اجتماعی ایران را در عهد ناصری به خوبی شرح داده است، اما متأسفانه مهلت نیافته تا آن را به پایان برساند. بخش دوم یادداشت‌های روزانۀ اوست از پانزده سال پراکنده میان سالهای ۱۲۹۳ تا ۱۳۲۰ که گاه به تفصیل و گاه به اجمال وقایع را روز به روز، حتی در سخت‌ترین شرایط سیاسی، به رشتۀ تحریر درآورده است. بخش سوم، که تحت عنوان پیوست‌ها آمده، بیشتر مشروح ملاقاتهای او با سران کشورهای دیگر، گزارشی از امور شورای جامعۀ ملل و چند نامه است.